# Volo United Air Lines 521
Il volo United Air Lines 521 era un volo di linea passeggeri operato da un Douglas DC-4 dall'aeroporto LaGuardia di New York a Cleveland, Ohio, Stati Uniti. Il 29 maggio 1947, mentre tentava di decollare sulla pista 18, l'aereo non riuscì a decollare, oltrepassò la fine della pista, sfondò una recinzione dell'aeroporto sul traffico lungo la Grand Central Parkway e si schiantò contro un terrapieno, precipitando infine in uno stagno ed esplodendo. Dieci persone fuggirono dai rottami in fiamme, ma solo cinque di loro sopravvissero.
Fu il peggior disastro dell'aviazione commerciale nella storia degli Stati Uniti fino a quel momento. Il suo record resistette per meno di 24 ore, prima che un DC-4 della Eastern Air Lines si schiantasse vicino a Baltimora, nel Maryland, uccidendo tutte le 53 persone a bordo.

## L'indagine

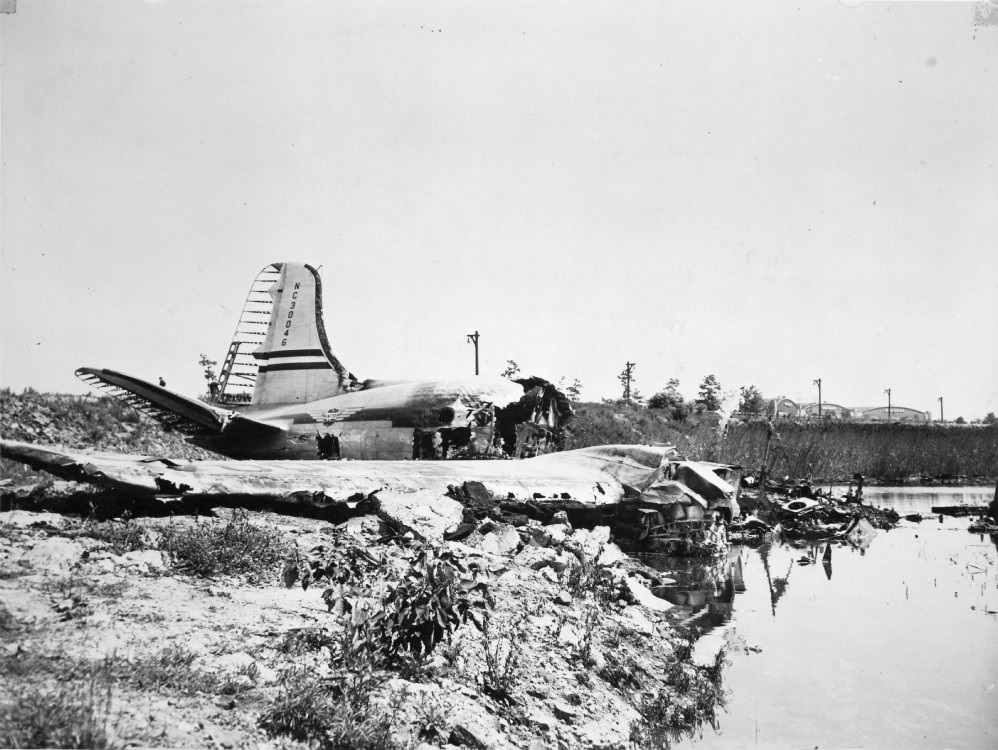
I resti del volo 521.

Il Civil Aeronautics Board concluse il rapporto sull'incidente citando un errore del pilota come causa del disastro. Il rapporto recitava: "Il Board stabilisce che la probabile causa di questo incidente è stata la mancata attivazione del blocco di raffica da parte del pilota prima del decollo, oppure la sua decisione di interrompere il decollo a causa dell'apprensione derivante dall'uso rapido di una pista corta in una possibile condizione di vento calmo".
Sebbene gli investigatori giunsero alla conclusione che la causa fosse probabilmente un errore del pilota, l'edizione del 31 maggio 1947 del New York Times raccontò una versione diversa (seppur preliminare):
Il DC-4 della United Air Lines precipitato e incendiato all'aeroporto La Guardia di La Guardia giovedì sera non è mai decollato e il pilota , dopo aver utilizzato circa due terzi della pista di 3.500 piedi (circa 1067 metri), stava cercando di fermare il suo gigantesco velivolo frenando e facendo ground looping. Per tutta la notte, le indagini sul posto condotte sia dalla compagnia aerea che dai funzionari del Civil Aeronautics Board hanno accertato ieri questi fatti. Hanno inoltre concordato sul fatto che il cambio di vento, descritto da un funzionario della compagnia come "di una rapidità quasi incredibile", abbia indotto il capitano Benton R. Baldwin, il pilota, a decidere di non procedere con il decollo, ma hanno opinioni divergenti sul fatto che il pilota fosse stato informato dell'avvicinarsi di cambi di vento prima del decollo.
Sembrava, almeno all'inizio, che la causa potesse essere stata in realtà il wind shear (anche se nell'articolo viene chiamato "spostamento del vento").